# Neobisium monasterii
Espèce
Neobisium monasterii est une espèce de pseudoscorpions de la famille des Neobisiidae.

## Distribution
Cette espèce est endémique de Majorque dans les îles Baléares en Espagne. Elle se rencontre à Escorca dans la grotte Cova de sa Campana et à Sóller dans la grotte Cova dels Estudiants.

## Description
Le mâle holotype mesure 4,8 mm.

## Publication originale
- Mahnert, 1977 : Spanische Höhlenpseudoskorpione. Miscelanea Zoologica, vol. 4, no 1, p. 61-104 (texte intégral).